# Warnsath
Warnsath ist eine Ortschaft im Wittmunder Stadtteil Burhafe und einer der alten Häuptlingssitze im Harlingerland. Innerhalb der Warnsather Gemarkung befindet sich seit 2007 eine der Ausgleichsflächen, die als Kompensation für den Wilhelmshavener JadeWeserPort angelegt worden sind.

## Name

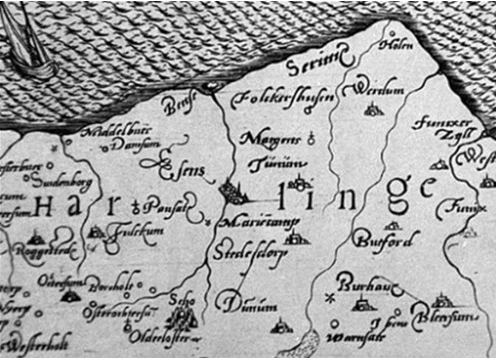
Warnsath als „Warnsate“ auf der Ubbo-Emmius-Karte von 1595 (unterer Bildrand, rechte Hälfte)

Die erste urkundliche Erwähnung Warnsaths als to Weddensaet datiert auf das Jahr 1491. Ein Dokument von 1492 nennt den Ort Wernsyde. Für 1542 ist „to Warnsate“ belegt. Die Ubbo-Emmius-Karte von 1595 verzeichnet ebenfalls Warnsate (siehe Bild, am unteren Bildrand rechts!). Der heutige Name Warnsath wird seit 1825 geführt.
Die Herleitung des Ortsnamens ist unstrittig. Er setzt sich zusammen aus dem Rufnamen Warne (oder Werne) und Sath (Saet, Syde, Sate) und bedeutet so viel wie Wohnsitz des Warne. Ähnliche Namensbildungen liegen zum Beispiel bei den Ortsbezeichnungen Pansath, Woltzeten und Dorset vor.
Namensgeber ist Warnsath bei folgenden geographischen Bezeichnungen: Warnsather Feldstrich (eine Siedlung südöstlich von Warnsath), Warnsather Feld (eine Straße in Burhafe) und Warnsather Leide (ein Gewässer II. Ordnung, das Warnsath umfließt).

## Lage und Verkehrsanbindung
Warnsath liegt drei Meter über dem Meeresspiegel am nördlichen Rand des Ostfriesisch-oldenburgischen Geestrückens, der zwischen Warnsath und Dunum allerdings einen bis Westerloog (Middels) reichenden Einschnitt aufweist und von zwei Wasserläufen, dem Benser Tief (westlicher Rand) und dem Falstertief (östlicher Rand), durchflossen wird. Das Falstertief bildete in früherer Zeit die natürliche Grenze zwischen den Ämtern Wittmund und Esens.
Warnsath wird von der Kreisstraße K 54 durchzogen, die Burhafe mit der Landesstraße L 8 (Aurich–Esens) verbindet.
Der Verkehrsverbund Ems-Jade betreibt die Buslinie 313, die mehrmals täglich vom Bahnhof in Jever über Wittmund nach Esens und zurück führt. Sie verfügt in Warnsath über eine Haltestelle. Die nächste Bahnhaltestelle befindet sich in Burhafe. Hier verkehrt die NordWestBahn täglich im Stundentakt. Es gilt der Tarif des Verkehrsverbund Ems-Jade (VEJ).

## Geschichte
Bei einer archäologischen Sicherungsgrabung im Jahr 1996 ist nördlich von Warnsath ein frühmittelalterlicher Siedlungsplatz entdeckt worden. Wandungs- und Randscherben, ein Grapenfuß sowie pingsdorfartige Keramik, allesamt Gegenstände, die in einer Abraumgrube und auf umliegenden Äckern gesichert wurden, verweisen in diese Epoche. Bei einigen der mehr als 50 Pfostenbefunden wurden auch Wandungsscherben, die der Römischen Kaiserzeit angehören, entdeckt.
Für das 15. Jahrhundert ist eine Häuptlingsburg in Warnsath belegt. Sie gehörte zu jenen Harlinger Burgen, die außerhalb eines Kirchdorfes lagen, diesem aber zugeordnet waren. Die Burg wird historisch mit den Häuptlingen von Burhafe in Verbindung gebracht, die in Warnsath gesessen haben. Diese sind sicher nur zwischen 1540 und 1592 nachgewiesen, ein 1492 belegter Häuptling Hilric Lunghens gehörte aber wahrscheinlich schon dieser Familie an. Der Warnsather Häuptlingssitz befand sich im Ostteil des Dorfes und war befestigt. Fridrich Arends berichtete in seiner 1824 erschienenen Erdbeschreibung des Fürstenthums Ostfrieslands und des Harlingerlandes von einem derzeit noch sichtbaren Burgplatz, der von drei Gräben umgeben war. Ca. 45 Jahre zuvor (also etwa um 1780) habe es noch ein Burggebäude gegeben. Der gewölbte Keller dieses Gebäudes sei erst 1819 zerstört worden. Neuere Forschungen ergaben, dass der 1907 neu errichtete Bauernhof Löwenburg sich auf dem Platz des früheren Häuptlingssitzes befindet. In einer historischen Graft, die den Hof umgibt, wurde 2005 die untere Hälfte eines romanischen Sarkophagdeckels aus Buntsandstein gefunden.
Im Jahr 1779 wurde das bis dahin adlige Gut in bürgerliche Hände gegeben. Neuer Eigentümer war die langjährige Pächterfamilie Hieronymus. Ihre Geschichte war nachweislich seit der ersten Hälfte des 17. Jahrhunderts mit dem Landbesitz der alten Häuptlingsburg verbunden.
Im Jahr 1903 erbaute man mit Klinker und Kopfsteinpflaster eine Landstraße, die Wittmund mit der alten Chaussee Ogenbargen–Esens verband und dabei durch Warnsath führte. Für ihre Nutzung war in Hattersum und in Ostdunum Chausseegeld zu zahlen.
Um 2007, also noch vor dem Beginn des Hafenausbaus in Wilhelmshaven, legte im Auftrag der JadeWeserPort-Realisierungsgesellschaft die Naturschutzstiftung Region Friesland-Wittmund-Wilhelmshaven in Warnsath eine der Kompensationsflächen für den neuen Hafen an. Es handelt sich dabei um ein ca. 35 ha großes Gelände, das im Landschaftsschutzgebiet Benser Tief liegt. Dabei wurde erfolgreich versucht, Altarme des Falstertiefs zu reaktivieren.

## Warnsather Adel
Drei Adelsfamilien waren auf Warnsath ansässig. Die älteste Familie nannte sich nach dem Häuptlingssitz „to“ oder „von“ Warnsath. Ihr folgte die Familie von Winsheim, deren Name manchmal mit dem Zusatz „genannt von Warnsath“ Erwähnung findet. Die letzte Adelsfamilie, die in Zusammenhang mit Warnsath genannt wird, waren die Edelleute von Deding(k), hin und wieder mit dem Namenszusatz „genannt von Winsheim“ und/oder „Herr auf Warnsath“ versehen.

### Von Warnsath
Die nicht mehr vorhandene Warnsather Burg – so eine Vermutung Arends’ – sei Sitz der Häuptlinge von Buttforde gewesen. Dem widerspricht Almuth Salomon, die sich mit der Geschichte des Harlingerlandes eingehend befasst hat. Über die Herkunft des Warnsather Häuptlingsgeschlechts sei „so gut wie nichts bekannt“. Zwar finden sich in einer Reihe von Urkunden, Verträgen und anderen Dokumenten auf Warnsath verweisende Adelsnamen wie zum Beispiel van Wernsyde, to Weddensaet und to Wernsate, ob es sich aber bei den damit Bezeichneten um Häuptlinge von Warnsath handelt oder nur um deren Verwandte, lässt sich aufgrund der Quellenlage nicht feststellen. Der Heimatforscher Rainer Hinrichs berichtet, dass eine Familie derer von Warnsath „seit etwa 1450 verbrieft [ist]“.
Das von Ernst Friedländer herausgegebene Ostfriesische Urkundenbuch nennt einen Hilric Lunghens van Wernsyde in Burhover kerspel. Er verkaufte 1492 kostbaren Schmuck, worüber eine Quittung ausgestellt wurde. Unter den Acht Urkunden aus dem XV. Jahrhundert, die aus dem Werdumer Archiv stammen, befindet sich auch das Testament des Hicko Boyngs. Dort ist vermerkt, dass ein gewisser Remmer to Weddensaet dem Erblasser 3 Diemat Land verkauft hat. Ein weiterer Vertreter des Warnsather Adels, der in historischen Dokumenten begegnet, ist Alleke to Wernsate. Er war unter den sechs Vertretern des Harlingerlandes, die 1540 den Friedensvertrag mit der Hansestadt Bremen unterzeichnet und damit für ein Ende der sogenannten Bremer Fehde gesorgt hatten. Alleke starb 1577. Auch sein Bruder Ulrich und seine Schwester Reinolda sind aus überlieferten Schriftstücken bekannt. Ulrich scheint auf der inzwischen nicht mehr vorhandenen Burg Loppelt (heute Sande-Loppelt) gewohnt zu haben. Sie war bis zum Ende des 16. Jahrhunderts im Besitz derer zu Warnsath und wurde danach an den Oldenburger Grafen Johann VII. veräußert. Um 1592 lebten noch mehrere Kinder Ulrichs, über deren Lebenswege die bekannten Quellen schweigen.

### Von Winsheim
Um 1600 erscheint zum ersten Mal der Name von Winsheim in der Geschichte des adligen Wohnplatzes. Er verweist auf die Freie Reichsstadt Windsheim (heute Bad Windsheim) in Mittelfranken. Von dort zog der Stadtbürger Veit Örtel (latinisiert Vitus Ortelius) nach Wittenberg, um sich im August 1523 an der dortigen Universität zu immatrikulieren. Nach Abschluss seiner Studien verblieb er an der Hochschule und übernahm wichtige Funktionen in der Lehre und in der Organisation des Studienbetriebs. Er verstarb 1570. Sein Sohn (1534? – 1608), der ebenfalls den Vornamen Veit beziehungsweise Vitus trug, trat als Gesandter in die Dienste Augusts des Starken. 1589 wurde er wegen seiner Verdienste geadelt und erhielt dabei den Namen von Winsheim. Dessen ältester Sohn Veit Niclas von Winsheim (1564–1620) fand nach einem Jurastudium Anstellung am ostfriesischen Hof in Aurich und kaufte 1610 den Besitz der im Mannesstamm ausgestorbenen Familie von Warnsath. Zu diesem Zeitpunkt war er Gräflicher Rat und Oberrentmeister. Die Vermutung Almuth Salomons, dass die Familie von Winsheim sich den Besitz „erheiratet“ habe, bestätigt sich damit nicht.
Für 1611 ist ein Johann Hinrich Winsheim, vermutlich Sohn des Veit Niclas, als „Edelmann von Warnsath, Wittmunder Amts“ belegt. Es handelt sich dabei um einen Schüler des Norder Theologen und Schulrektors Herrmann Mesander (1577–1640). Letzterer widmete Winsheim und anderen Schülern die 2. Auflage seiner 1611 erschienenen Schrift Predigten über die Durchl. Fürstin […].
In der Burhafer Kirche befand sich die Warnsathsche Grablege, um die die Familie von Win(d)sheim 1688 einen erbitterten Rechtsstreit mit dem damaligen Pastor der Gemeinde führte. Otto Galama Houtrouw nannte in seiner 1891 erschienenen Geschichts- und ortskundigen Wanderung gegen Ende der Fürstenzeit folgende derzeit noch erhaltene Gräber von Angehörigen der Familie von Winsheim: Johann Ferdinand von Winsheim († 1643), Gerdrauth von Winsheim († 17. November 1652) und Mauritz Hinrich von Winsheim († 14. August 1688). Letzterer war Leutnant in Diensten der Vereinigten Niederlanden.
In Wittmund-Burhafe erinnert die Winsheimstraße an die Warnsather Adelsfamilie.

### Von Degingk

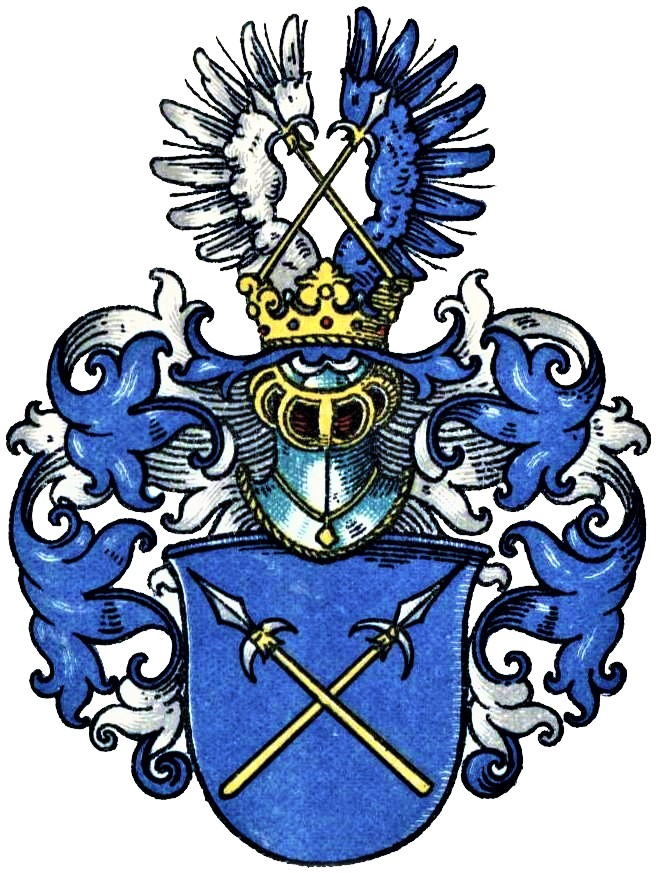
Wappen derer von Degingk

Um 1700 verehelichte sich Maria Dorothea von Winsheim, eine Tochter des Johann Ferdinand von Winsheim, mit Carl-Anton von Degingk, dessen direkte Vorfahren aus Dortmund stammten. Die Ursprünge des Geschlechts Degingk sind aber wohl in Ostfriesland und bei Jever zu suchen.
Carl-Anthon von Degingk brachte das im Jeverland bei Waddewarden gelegene Gut Elmshausen (auch Elmsenhausen genannt) in die Ehe mit ein. Nachdem Maria Dorotheas Vater 1722 verstorben war, ging sowohl der Besitz als auch der Name von Winsheim [auf Warnsath] auf die Familie von Degingk über. Männliche Nachkommen derer von Winsheim scheint es zu diesem Zeitpunkt nicht mehr gegeben zu haben.
Aus der Ehe von Carl-Anthon und Maria Dorothea Degingk von Winsheim ging Ludwig Diederich Anthon von Degingk hervor. Er wurde am 17. Mai 1705 in Warnsath geboren, wo er 1753 auch verstarb. Um 1740 war er Angehöriger des preußischen Militärs. Das Neue preußische Adels-Lexicon (1839) verweist in seinem 5. Band auf ihn als „Herr[n] auf Warnsath bei Jever“ und fügt hinzu: „genannt Winsheim“. Ludwig Diederich Anthon von Degingk war mit Engel Cadovius, Tochter des Stedesdorfer Pastors Johannes Cadovius-Müller, verheiratet. Aus der Ehe gingen zwei Söhne hervor, die sich ebenfalls in preußische Dienste begaben. Am 25. August 1729 verkauften diese den Warnsather Familienbesitz an Berend Hieronymus, einen Schneidermeister aus Burhafe und Abkömmling einer alten Pächterfamilie auf Warnsath.